# Serie A Clausura 2005 (Ecuador)
Il torneo di Clausura Serie A 2005 è stata la 47ª edizione della massima serie del campionato di calcio dell'Ecuador, ed è stata vinta dall'El Nacional.

## Formula
La stagione 2005 è divisa in due fasi: Apertura e Clausura. A differenza delle edizioni precedenti, ciascuna fase nomina un campione.
Il Clausura prevede un girone all'italiana in cui le prime 6 passano al gruppo finale, che determina il vincitore; l'ultima in classifica scende in Serie B.

## Prima fase
|  | Pos. | Squadra          | Pt | G  | V | N | P  | GF | GS | DR  |
|  | ---- | ---------------- | -- | -- | - | - | -- | -- | -- | --- |
|  | 1.   | El Nacional      | 31 | 18 | 9 | 4 | 5  | 42 | 27 | +15 |
|  | 2.   | Aucas            | 29 | 18 | 9 | 2 | 7  | 28 | 21 | +7  |
|  | 3.   | Olmedo           | 27 | 18 | 7 | 6 | 5  | 25 | 23 | +2  |
|  | 3.   | Deportivo Cuenca | 27 | 18 | 6 | 9 | 3  | 19 | 19 | 0   |
|  | 5.   | LDU Quito        | 26 | 18 | 7 | 5 | 6  | 25 | 20 | +5  |
|  | 5.   | Barcelona SC     | 26 | 18 | 7 | 5 | 6  | 26 | 25 | +1  |
|  | 7.   | ESPOLI           | 23 | 18 | 7 | 2 | 9  | 29 | 31 | -2  |
|  | 7.   | Deportivo Quito  | 23 | 18 | 5 | 8 | 5  | 21 | 27 | -6  |
|  | 9.   | Emelec           | 21 | 18 | 5 | 6 | 7  | 20 | 25 | -5  |
|  | 10.  | LDU Loja         | 11 | 18 | 2 | 5 | 11 | 22 | 39 | -17 |

El Nacional 3 punti bonus; Aucas 2; Olmedo 1; Deportivo Cuenca 0; LDU Quito 0; Barcelona 0.

## Fase finale
Punti bonus: El Nacional 3, Aucas 2, Olmedo 1.
|                    | Pos. | Squadra          | Pt | G  | V | N | P | GF | GS | DR  |
| ------------------ | ---- | ---------------- | -- | -- | - | - | - | -- | -- | --- |
| Ecuador (bandiera) | 1.   | El Nacional      | 25 | 10 | 7 | 1 | 2 | 23 | 9  | +14 |
|                    | 2.   | Deportivo Cuenca | 20 | 10 | 6 | 2 | 2 | 12 | 10 | +2  |
|                    | 3.   | LDU Quito        | 17 | 10 | 5 | 2 | 3 | 20 | 13 | +7  |
|                    | 4.   | Aucas            | 12 | 10 | 3 | 1 | 6 | 17 | 24 | -7  |
|                    | 5.   | Olmedo           | 9  | 10 | 2 | 2 | 6 | 7  | 15 | -8  |
|                    | 6.   | Barcelona SC     | 8  | 10 | 2 | 2 | 6 | 6  | 14 | -8  |

## Verdetti
- El Nacional campione del Clausura
- El Nacional e Deportivo Cuenca in Coppa Libertadores 2006
- El Nacional in Copa Sudamericana 2006
- LDU Loja retrocesso.

## Classifica marcatori
| Gol |  |  | Giocatore       | Squadra          |
| --- |  |  | --------------- | ---------------- |
| 18  |  |  | Omar Guerra     | Aucas            |
| 15  |  |  | Félix Borja     | El Nacional      |
| 13  |  |  | Pablo Palacios  | Aucas            |
| 11  |  |  | Lenín de Jesús  | ESPOLI           |
| 9   |  |  | Walter Calderón | Deportivo Cuenca |
| 8   |  |  | Gabriel García  | LDU Quito        |
| 8   |  |  | Celso Cuero     | Olmedo           |
| 8   |  |  | Carlos Juárez   | Deportivo Quito  |